# Centistes rufithorax
Centistes rufithorax är en stekelart som beskrevs av Telenga 1950. Centistes rufithorax ingår i släktet Centistes och familjen bracksteklar. Inga underarter finns listade.